# Stefan Smak
Stefan Smak (ur. 12 maja 1913 w Łatanicach, zm. 26 listopada 1985 w Zawierciu) – polski nauczyciel, wykładowca akademicki, historyk literatury.

## Życiorys
Był wychowywany przez matkę Katarzynę i dziadka, jako że jego ojciec przed jego urodzeniem wyemigrował do Stanów Zjednoczonych. Uczęszczał do szkół w Łatanicach i Busku, a w latach 1929–1934 uczył się w Seminarium Nauczycielskim w Jędrzejowie. Po zakończeniu nauki odbył służbę wojskową w Szkole Podchorążych Rezerwy w Jarosławiu. W roku szkolnym 1936/1937 odbywał bezpłatną praktykę nauczycielską, następnie był nauczycielem w szkołach powszechnych w powiecie pińczowskim i buskim. Po rozpoczęciu II wojny światowej uczestniczył w kampanii wrześniowej. W październiku 1941 roku wstąpił do Armii Krajowej, w 1943 roku został mianowany dowódcą plutonu. W latach 1941–1944 był dyrektorem szkoły w Miernowie, prowadził także tajne nauczanie, za co został osadzony w KL Gross-Rosen i KL Oranienburg.
Po zakończeniu wojny pracował jako nauczyciel w Miernowie, a następnie dyrektor zasadniczej szkoły zawodowej w Porębie. W sierpniu 1947 roku został członkiem PPR. W 1948 roku podjął studia w Instytucie Pedagogicznym ZNP we Wrocławiu, ukończone w 1950 roku. 1 września 1950 roku podjął pracę w Liceum Pedagogicznym w Zawierciu. W 1952 roku ukończył studia na Wydziale Filologicznym Uniwersytetu Wrocławskiego. 31 października 1955 roku zakończył pracę w szkole w Zawierciu, po czym został zatrudniony w Wyższej Szkole Pedagogicznej w Opolu. Początkowo był starszym asystentem w Katedrze Historii Literatury Polskiej (kierownik: Stanisław Kolbuszewski), w 1957 roku został adiunktem. W marcu 1963 roku uzyskał stopień doktora na podstawie rozprawy Twórczość literacka Karola Miarki. Jego zainteresowania naukowe dotyczyły piśmiennictwa śląskiego oraz literatury polskiego pozytywizmu. W latach 1973–1977 pracował w Instytucie Filologii Polskiej jako docent kontraktowy. 1 października 1977 roku przeszedł na emeryturę, jednak jeszcze przez cztery lata prowadził seminarium magisterskie. Zmarł w 1985 roku, został pochowany na cmentarzu rzymskokatolickim w Zawierciu.

## Wybrane publikacje
- Teatry amatorskie na Śląsku w latach 1900-1917 (współautor, 1959)
- Ludowość utworów literackich Karola Miarki (1963)
- Pisarstwo Karola Miarki (1966)
- Sewer Maciejowski: życie i twórczość (1971)